# Neotama mexicana
Neotama mexicana är en spindelart som först beskrevs av O. Pickard-Cambridge 1893.  Neotama mexicana ingår i släktet Neotama och familjen Hersiliidae. Inga underarter finns listade i Catalogue of Life.